# آرمان قازاریان
آرمان آشوتی قازاریان (ارمنی: Արման Աշոտի Ղազարյան زاده ۳۰ اوت ۱۹۷۳) یک بازیگر اهل ارمنستان است. وی از سال میلادی تاکنون مشغول فعالیت بوده است.

## زندگی‌نامه
وی در ۳۰ اوت ۱۹۷۳ در ایروان به دنیا آمد و از دانشگاه دولتی ایروان فارغ‌التحصیل شد. آنا بالاندینا همسر وی می‌باشد. وی در  تئاتر روسی استانیسلاوسکی ایروان فعالیت می‌کند. وی همچنین برندهٔ جوایزی همچون هنرمند افتخاری جمهوری ارمنستان (۲۰۰۸) و «بهترین بازیگر نقش دوم مرد نمایش جوایز آرتاوازد» (۲۰۱۱) شده است.

## یادداشت
1. ↑  ՀԹԳՄ «Արտավազդ» ամենամյա թատերական մրցանակ` «Տղամարդու երկրորդ լավագույն դերակատարման համար»